# Aiperi Medet
Aiperi Medet Kyzy (en kirguís: Айпери Медет Кызы, 30 de marzo de 1999) es una deportista kirguisa que compite en lucha libre.
Ganó dos medallas en el Campeonato Mundial de Lucha, en los años 2021 y 2023. Participó en los Juegos Olímpicos de Tokio 2020, ocupando el quinto lugar en la categoría de 76 kg.

## Palmarés internacional
| Campeonato Mundial | Campeonato Mundial | Campeonato Mundial | Campeonato Mundial |
| Año                | Lugar              | Medalla            | Categoría          |
| ------------------ | ------------------ | ------------------ | ------------------ |
| 2021               | Oslo (Noruega)     | Medalla de bronce  | 76 kg              |
| 2023               | Belgrado (Serbia)  | Medalla de plata   | 76 kg              |